# Tepakán
Tepakán é um município do estado do Iucatã, no México. A população do município calculada no censo 2005 era de 2.091 habitantes.

Tepakán do Estado de Iucatã